# Collet de Sant Pere (Castellar de la Ribera)
|  | Aquest article tracta sobre aquesta collada de Castellar de la Ribera. Vegeu-ne altres significats a «Collet de Sant Pere». |

El collet de Sant Pere és una collada del terme municipal de Castellar de la Ribera, a la comarca del Solsonès. És a la part central del terme, al sud del poble de Castellar de la Ribera, al nord de Marmí i al nord-est de Vilamosa, a llevant de les Grioles. És al nord-est del Collada de la Fusta. Hi passa el Camí de la Serra.

## Etimologia
El Collet de Sant Pere deu el nom al sant patró de la parròquia de Castellar de la Ribera, Sant Pere apòstol. Es tracta, doncs, d'un topònim romànic modern.